# Podgórze (Cracovia)

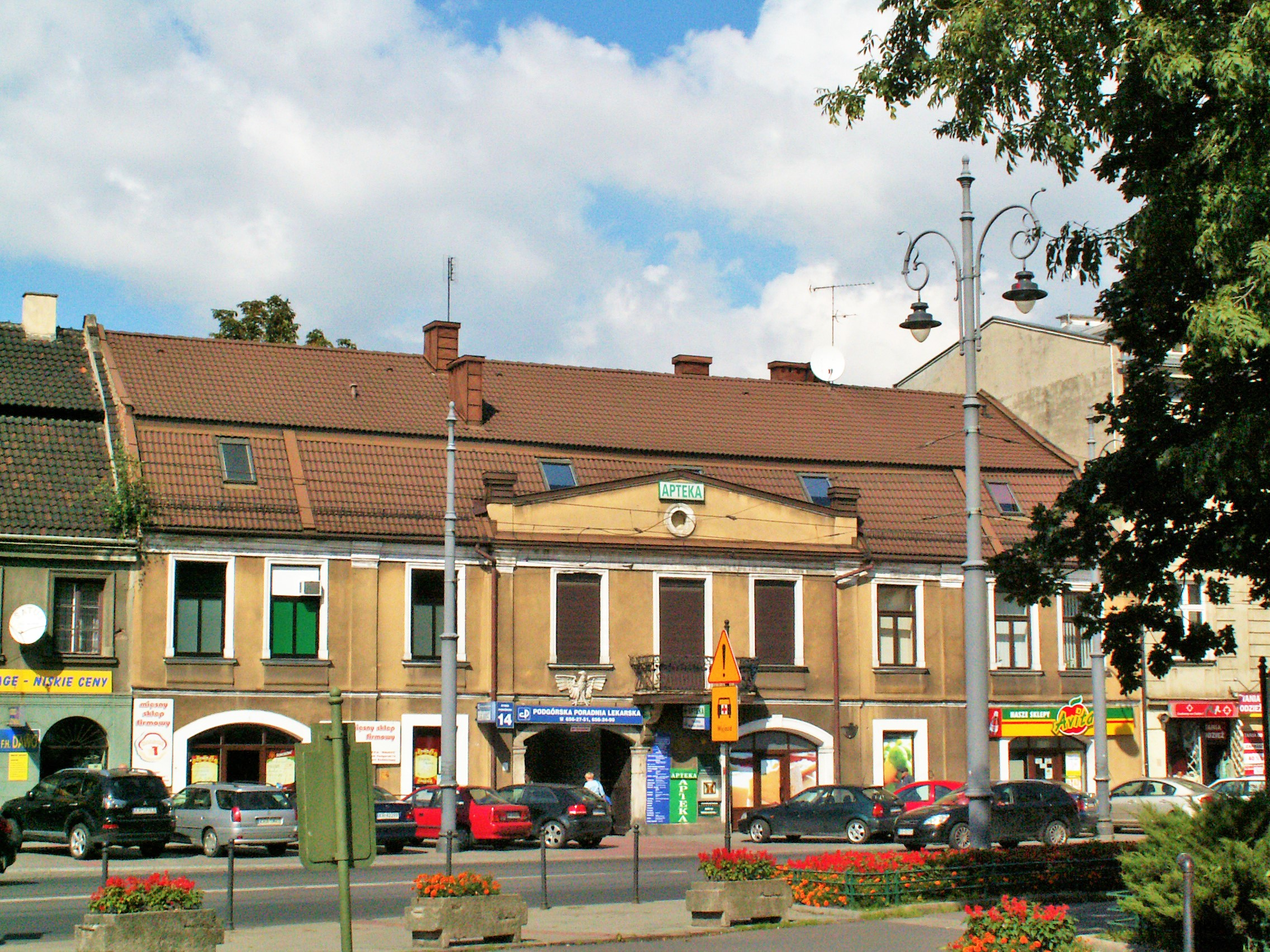
Centro de Podgórze

Distrito de Podgórze en el mapa de Cracovia

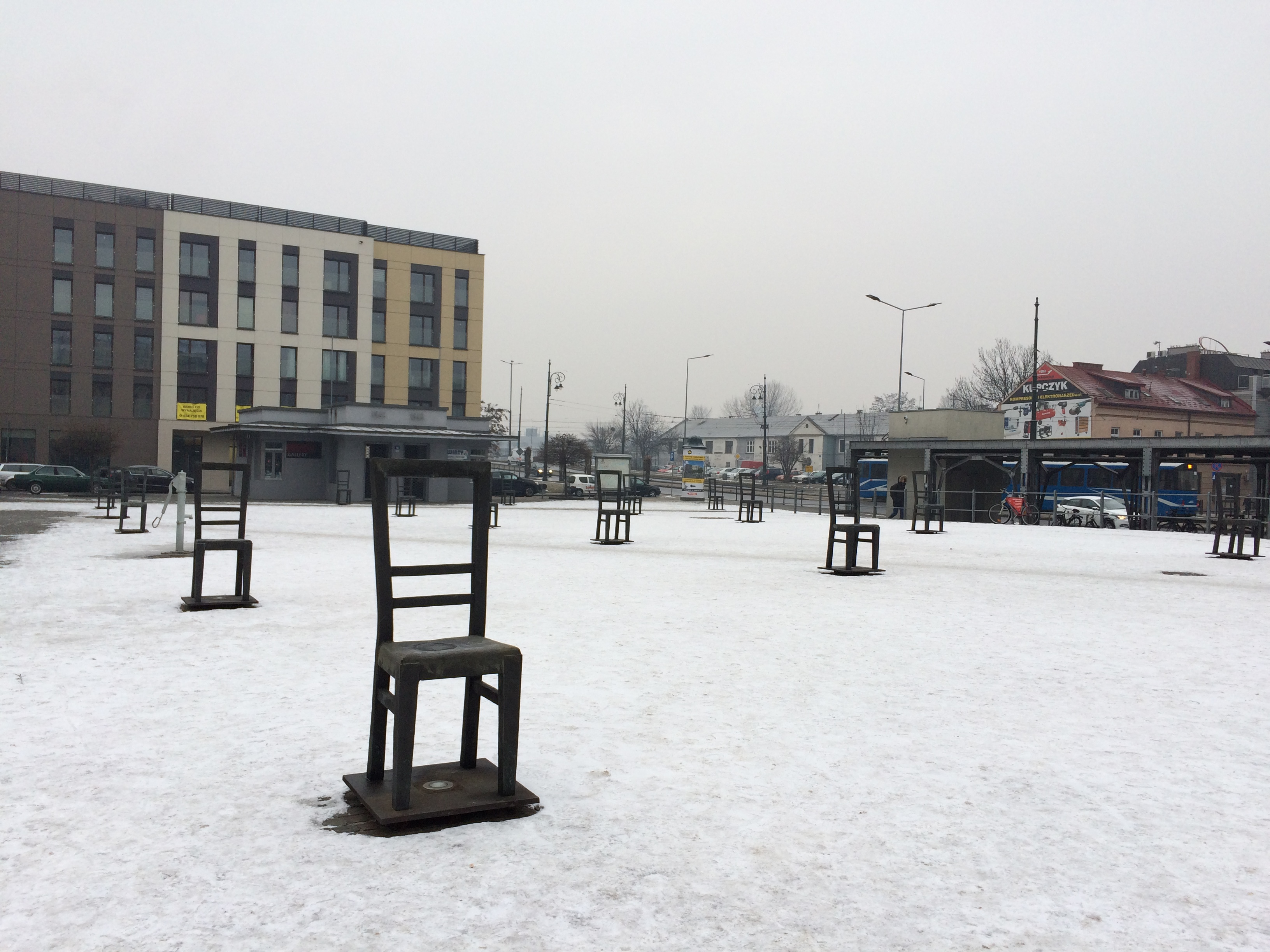
Plaza de los Héroes del Gueto (Plac Bohaterów Getta), enero de 2017

Podgórze es un distrito de Cracovia (Polonia) situado en la orilla sur del Vístula.

## Historia
Inicialmente fue un pequeño asentamiento, en los años que siguieron a la Primera Partición de Polonia, el emperador del Imperio Austriaco, José II de Habsburgo, promocionó el desarrollo de la comunidad y en 1784 le otorgó el título de Real Ciudad Libre de Podgorze, gozando de gobierno propio y autonomía. Después de la Tercera Partición de Polonia en 1795, perdió su privilegio de autogobierno.
Durante la ocupación alemana en la II Guerra Mundial, el régimen nazi construyó en Podgorze el gueto de Cracovia, donde concentró obligatoriamente a la población judía de la ciudad y alrededores. Actualmente Podgorze es uno de los distritos de Cracovia.

## Población
A finales de 2006 contaba con una población de 31 599 habitantes distribuida en una extensión de 2,456 ha.

## Visitas de interés

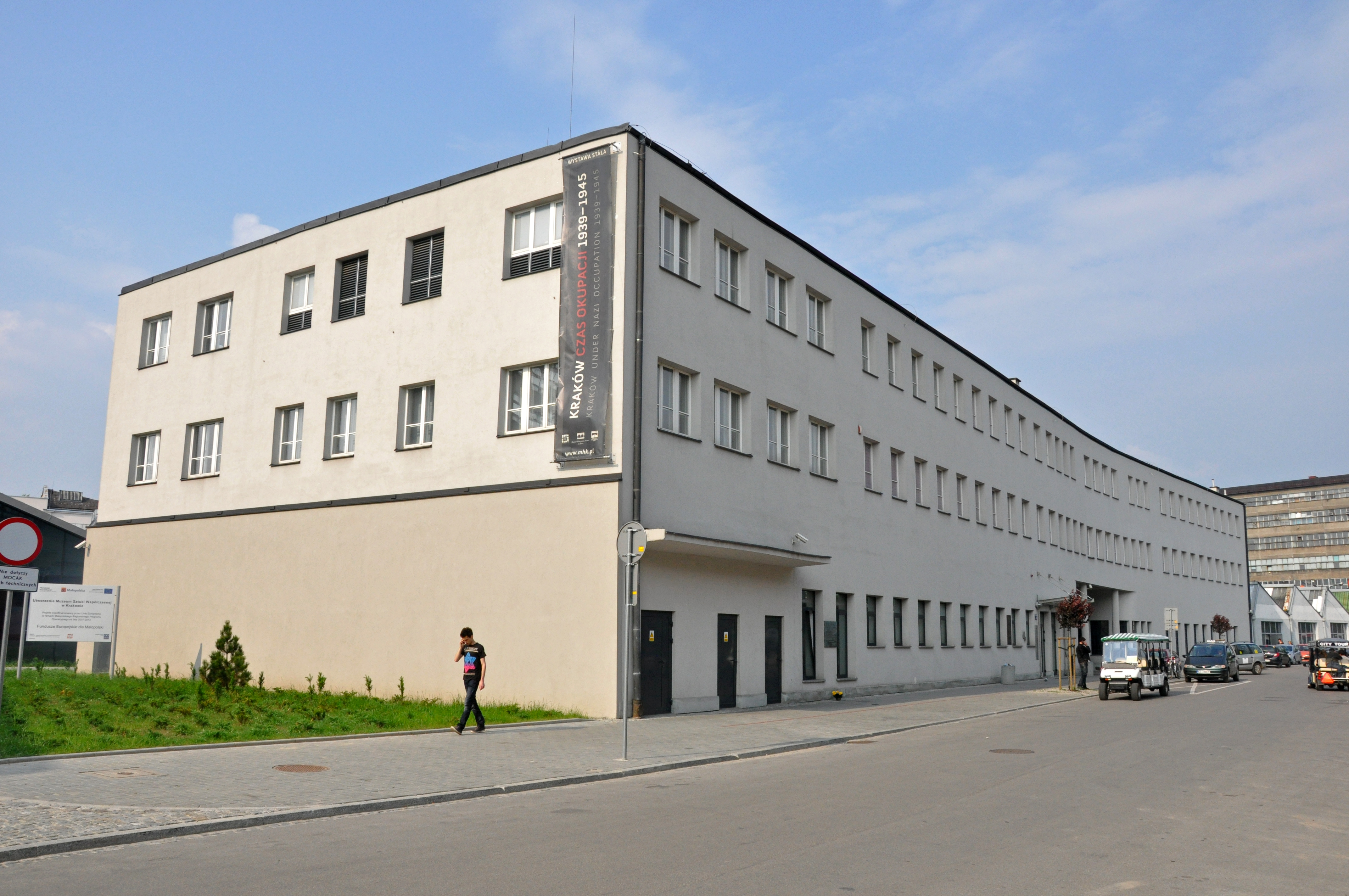
Fábrica de Schindler

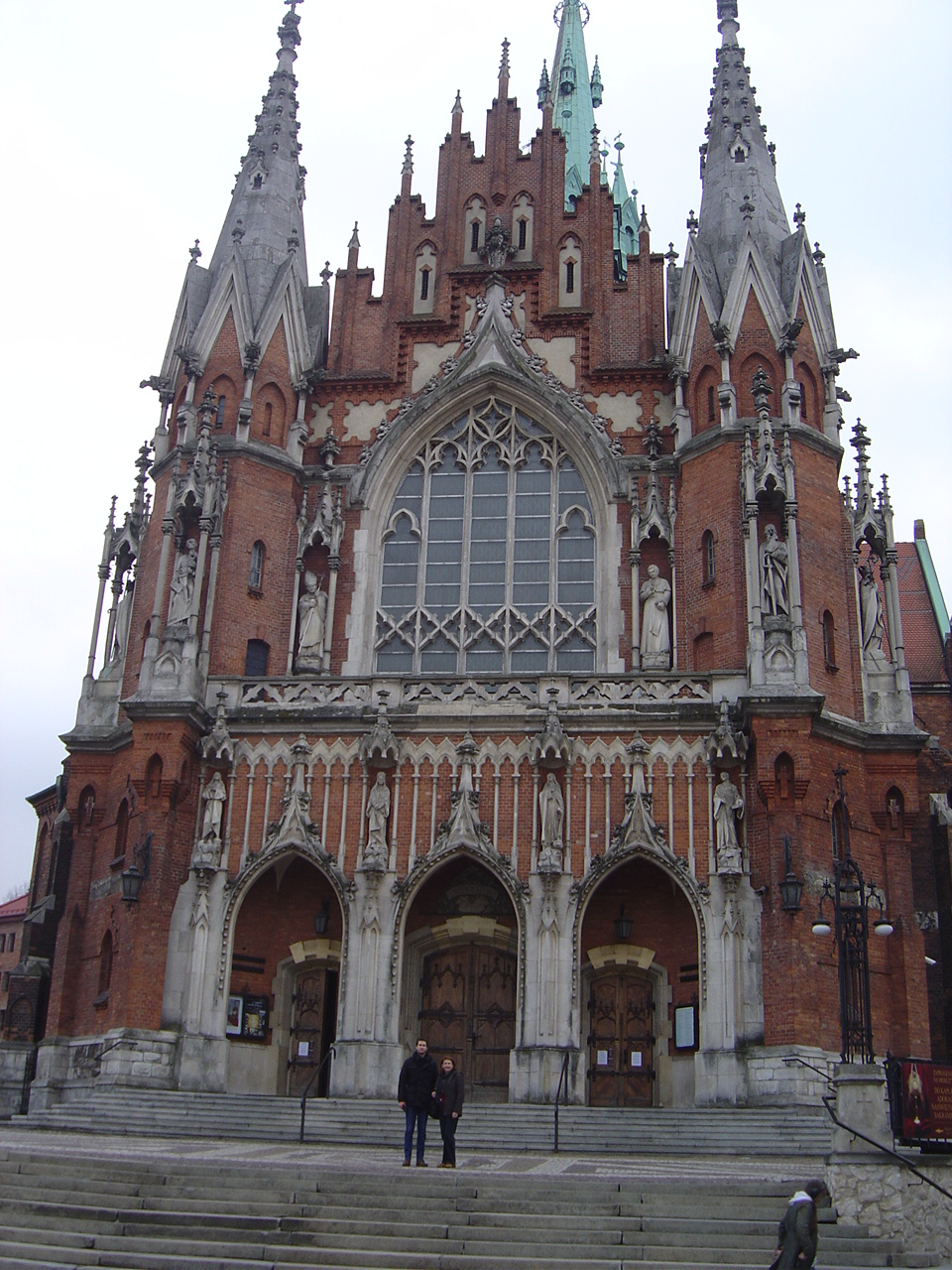
Iglesia de San José

- Plaza de los héroes del gueto (Plac Bohaterów Getta). En ella puede contemplarse un monumento en homenaje a los judíos que fueron deportados y asesinados durante la ocupación nazi de la II Guerra Mundial. Está formado por un conjunto de sillas, cada una de las cuales representa simbólicamente a 1000 fallecidos.50°02′50″N 19°57′16″E / 50.047124, 19.954344

- Fábrica de Oskar Schindler, actualmente reconvertido en un museo. Alberga una extensa exposición sobre la invasión alemana en el siglo XX.[4] Este lugar adquirió fama mundial gracias a la película La lista de Schindler de Steven Spielberg.50°02′51″N 19°57′42″E / 50.047403, 19.961801

- Museo de Arte Contemporáneo de Cracovia (MOCAK). Fue inaugurado en el año 2011 y reúne una colección de arte contemporáneo de autores polacos y de otras nacionalidades. Está situado a 50 metros de la fábrica de Oskar Schindler.

- Iglesia de San José (Podgórze). Es un templo católico de estilo neogótico, que cuenta con una hermosa torre de 80 metros de altura.50°02′36″N 19°56′59.7″E / 50.04333, 19.949917

- Pequeños restos del muro que cercaban el gueto judío durante la II Guerra Mundial, en las calles Lwowska 50°02′41″N 19°57′27″E / 50.044763, 19.957495 y Limanowskiego 62.

- Túmulo de Krakus. Es un monte en el que supuestamente está enterrado el legendario príncipe Krakus, fundador de Cracovia.50°02′18″N 19°57′30″E / 50.03833, 19.95833

- Farmacia del águila (Apteka pod Orlem). Situada en el centro del gueto judío durante la ocupación alemana. Estuvo regentada por Tadeusz Pankiewicz y tuvo un papel destacado para la salvación de numerosas personas. Actualmente es un museo que puede visitarse.50°02′50″N 19°57′16″E / 50.047124, 19.954344

- Fuerte de San Benedicto (Fort św. Benedykta). Formó parte de la estructura defensiva de la ciudad.50°02′34″N 19°57′29″E / 50.04272, 19.958014

- Iglesia de San Benedicto (Kościół św. Benedykta). Es una pequeña, pero interesante iglesia, construida en el siglo X o XI. Solo abre para servicio religioso una vez al año. Está situada muy próxima al Fuerte de San Benedicto.